# Heinz Wismann
 (janvier 2023).
Si vous disposez d'ouvrages ou d'articles de référence ou si vous connaissez des sites web de qualité traitant du thème abordé ici, merci de compléter l'article en donnant les références utiles à sa vérifiabilité et en les liant à la section « Notes et références ».
Heinz Wismann est un philosophe et philologue allemand né en 1935 à Berlin, spécialiste en herméneutique et en histoire des traditions savantes. Il est directeur d'études émérite à l'École des hautes études en sciences sociales.

## Biographie

### Famille
Heinz Wismann nait en 1935 à Berlin. Son père (qui se prénommait également Heinz) était un historien de l'art qui travaillait en tant que haut fonctionnaire au ministère de l'Éducation du peuple et de la Propagande du IIIe Reich, et était vice-président de la Chambre de la Littérature du Reich de 1935 à 1937, avant de perdre ses emplois.

### Études
Wismann étudie la philosophie et les lettres classiques aux Universités de Berlin, Vienne, Lille et Paris de 1955 à 1961. En 1956, il rencontre Jean Bollack, professeur invité à l’Université Libre de Berlin. Une collaboration étroite nait entre les deux hommes, qui se poursuit pendant plusieurs décennies.
En 1959, Wismann quitte Berlin pour Paris. Il participe aux efforts de Jean Bollack pour créer un « Centre de Recherches Philologiques » à l’Université de Lille, qui est par la suite rattaché au CNRS en 1973.

### Vie professionnelle
Entre 1962 et 1969, il est lecteur de philosophie allemande auprès de la section de philosophie de la Sorbonne. En 1969, il donne un cours intitulé « La théorie de la métaphore chez Aristote » dans son ancienne université berlinoise à l’invitation de Péter Szondi.
Il travaille à l'Université de Paris IV de 1970 à 1976 en tant qu'assistant de philosophie. Il crée en 1976 le Collège de Philosophie, qui s'inscrit dans la continuité du Collège philosophique fondé en 1947 par Jean Wahl. Il devient maître-assistant en 1978, puis directeur d'études à l'École des hautes études en sciences sociales (EHESS) de Paris, avec un programme d’enseignement et de recherche sur l’épistémologie des sciences humaines. À la retraite depuis 2006, il assure toujours son séminaire de recherche sur les théories de la connaissance historique.

### Autres fonctions

#### Dans l'enseignement
Entre 1981 et 1989, Heinz Wismann est à plusieurs reprises invité pour des conférences dans quelques universités américaines (notamment Berkeley, Chicago, Cornell, Harvard, Princeton). Il est professeur invité à l’Université de Pékin en 2004.

#### Dans les institutions
- 1993-1995 : Membre du conseil de préfiguration, puis président de la commission de spécialistes chargée de fonder la Faculté des Sciences de la Culture (FSC) de l'Université européenne Viadrina (Francfort-sur-l'Oder, Allemagne).
- Depuis 1995 : Membre du conseil scientifique de la Maison des Sciences de l’Homme et de la Société (Sofia, Bulgarie).

- 1995-1999 : Membre de la chambre de théologie (Kammer für Theologie en allemand) de l’EKD, expert pour les questions religieuses auprès du Commissaire aux Droits de l’Homme du Conseil de l'Europe (Strasbourg, France).

- 1995-2009 : Membre du conseil scientifique, puis du conseil d’administration du Berlin-Brandebourg Institut (BBI).
- 1997-1999 : Membre du conseil d’administration de l’Institut franco-allemand de Ludwigsburg.
- Depuis 1998 : Membre titulaire de l’Académie d’agriculture de France.
- 2002-2008 : Membre du jury franco-allemand de traduction scientifique (sciences humaines) de la fondation DVA-Bosch (Stuttgart, Allemagne).
- 2004-2006 : Membre du jury du prix de Gaulle-Adenauer.
- 2005-2008 : Membre du comité d’éthique de l’INRA et de l’IFREMER, puis de l’INR et du CIRAD.
- 2007-2015 : Membre du conseil scientifique de l’Institut des hautes études pour la science et la technologie (IHEST).
- 2008-2010 : Membre du conseil scientifique de la Fondation Udo Keller Forum Humanum, (Hambourg, Allemagne).

#### Autres
- 1986-2007 : Directeur de la collection « Passages » aux Éditions du Cerf (152 volumes parus).
- 2002-2004 : Conseiller auprès du ministre de l’Éducation nationale pour l’enseignement des langues et cultures de l’Antiquité.

## Publications

### Ouvrages et directions d'ouvrages
- Jean Bollack, Mayotte Bollack et Heinz Wismann, La Lettre d'Épicure, Paris, éditions de Minuit, coll. « Le Sens commun », 1971.
- Jean Bollack et Heinz Wismann, Héraclite ou la Séparation, Paris, éditions de Minuit, coll. « Le Sens commun », 1972.
- Jean Bollack, Pierre Judet de La Combe et Heinz Wismann, La Réplique de Jocaste : Sur les fragments d'un poème lyrique découverts à Lille (Papyrus Lille 76 a, b et c), Paris, éditions de la Maison des sciences de l'Homme, 1977, 104 p. (ISBN 978-2-85939-062-4, lire en ligne).
- Mayotte Bollack (dir.) et Heinz Wismann (dir.), Philologie et Herméneutique au XIXe siècle 2 (actes du colloque organisé par le Centre de recherche philologique de l'université de Lille-III du 30 septembre au 2 octobre 1977), Gœttingue, Vandenhoeck und Ruprecht, 1983.
- Heinz Wismann ( études réunies par H.W.), Walter Benjamin et Paris , Colloque des 27-29 juin 1983, Paris, Ed.du Cerf, Collection Passages, 1986, 1033 p.
- Pierre Judet de La Combe et Heinz Wismann, L'avenir des langues : repenser les Humanités, Paris, Ed. du Cerf, 2004, 242 p. (ISBN 2-204-07602-3).
- Heinz Wismann, Les avatars du vide : Démocrite et les fondements de l'atomisme, Paris, Hermann, 2010, 91 p. (ISBN 978-2-7056-6870-9).
- Heinz Wismann, Etienne Klein, Jean-Michel Besnier, Hervé Le Guyadier , La Science en jeu, Actes sud, IHEST, 2010, 287 p.
- Heinz Wismann, Penser entre les langues, Paris, Albin Michel, 2012, 312 p. (ISBN 978-2-226-20896-5), prix européen de l'essai Charles-Veillon, Lausanne, 2012[1].
- Heinz Wismann et Patricia Lavelle,  Walter Benjamin , le critique européen , Paris, Presses universitaires du Septentrion, 2020, 278 p.
- Heinz Wismann, Lire entre les lignes. Sur les Traces de l'Esprit européen,  Paris, Albin Michel , 2024.

### Traductions
- Jean Bollack, Mayotte Bollack et Heinz Wismann, Lettre à Hérodote, Paris, Les Éditions de Minuit, coll. « Le sens commun », 1971
- Emmanuel Kant (trad. Heinz Wismann, Luc Ferry), Critique de la raison pratique, Paris, Éditions Gallimard, 1989

Directeur de collection
Heinz Wismann a créé et dirigé la Collection PASSAGES aux Editions du Cerf de 1986 à 2007, 152 publications.